# Gustav Heinrich Wiedemann
Gustav Heinrich Wiedemann (Berlino, 2 ottobre 1826 – Lipsia, 24 marzo 1899) è stato un fisico e autore scientifico tedesco.
Fu professore di Fisica Sperimentale all'Università di Basilea (1854), poi nei politecnici di Braunschweig (1863) e Karlsruhe (1866) e infine all'Università di Lipsia (1871).
Nel 1878 succedette a J. C. Poggendorff nella direzione degli Annalen der Physik und Chemie, che mantenne sino alla morte, conservando al periodico l'elevato prestigio scientifico già conseguito.
Divenne Socio corrispondente dell'Accademia delle Scienze di Torino nel 1884 e socio straniero dei Lincei nel 1891.
Lavorò nel laboratorio di H. Magnus ed esordì con lo studio della rotazione del piano di polarizzazione della luce in campo magnetico, scoprendo, nel 1846, che il fenomeno si verifica anche per le radiazioni calorifiche; a ciò seguitarono altre importanti osservazioni riguardo allo stesso argomento, sui fenomeni magnetici nei metalli e nei sali, sulla costruzione dei galvanometri.
In particolare, scoprì che in una sottile barretta ferromagnetica, magnetizzata longitudinalmente e sottoposta a un campo magnetico circolare, quale quello prodotto da una corrente che percorra il materiale, un estremo tende a ruotare rispetto all'altro per effetto magnetostrittivo (Effetto Wiedemann).
Relativamente ai sali, Wiedemann determinò una legge empirica, la Legge di Wiedemann, per la suscettività χ di una soluzione di m grammomolecole di un sale di suscettività χA in M grammomolecole di solvente di suscettività χB nella forma χ=(mχA + MχB)/(m + M).
Nel 1852 portò a compimento un'accurata indagine su problemi di elettrochimica ed in particolare sul trasporto degli elettroliti attraverso un setto poroso. Un suo vasto trattato di elettromagnetismo (Die Lehre von Galvanismus und Elektromagnetismus, 1882-1885), in quattro volumi, ebbe una larga diffusione e numerose edizioni.
Nel 1853 scoprì insieme a Rudolph Franz una legge che prende il nome dai due scopritori (Legge di Wiedemann e Franz), che enuncia che per tutti i metalli, il rapporto tra la conducibilità termica ed elettrica alla stessa temperatura è costante ed aumenta proporzionalmente alla temperatura termodinamica. 

## Opere

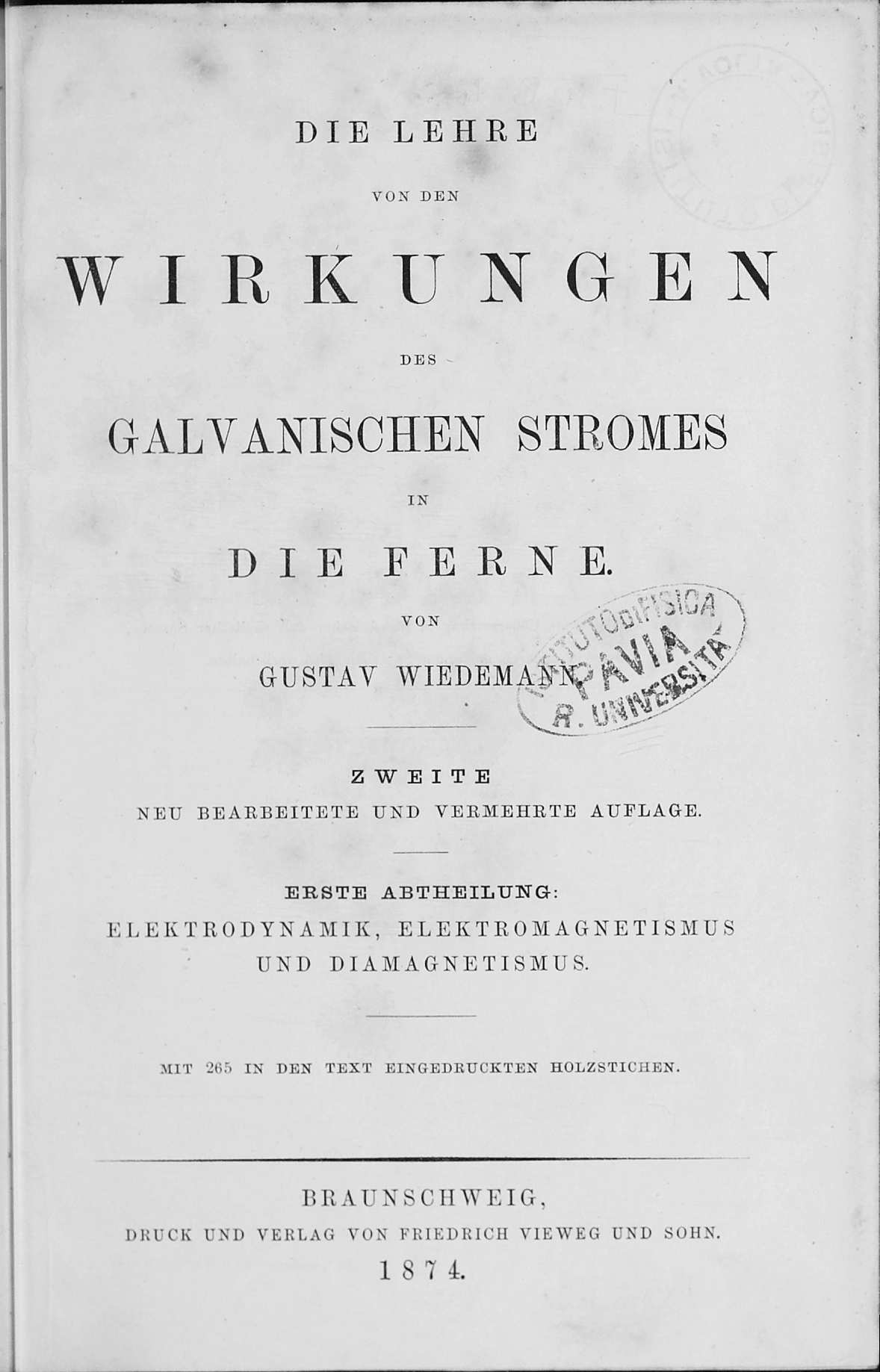
Lehre von den Wirkungen des galvanischen Stromes in die Ferne, 1874

- (DE) Lehre von den Wirkungen des galvanischen Stromes in die Ferne, vol. 2.1, Braunschweig, Vieweg und Sohn, 1874.
- (DE) Lehre von den Wirkungen des galvanischen Stromes in die Ferne, vol. 2.2, Braunschweig, Vieweg und Sohn, 1874.
- (DE) Lehre von der Elektricität, vol. 1, Braunschweig, Vieweg und Sohn, 1882.
- (DE) Lehre von der Elektricität, vol. 2, Braunschweig, Vieweg und Sohn, 1883.
- (DE) Lehre von der Elektricität, vol. 3, Braunschweig, Vieweg und Sohn, 1883.
- (DE) Lehre von der Elektricität, vol. 4, Braunschweig, Vieweg und Sohn, 1885.
- (DE) Lehre von der Elektricität, vol. 5, Braunschweig, Vieweg und Sohn, 1885.